# 古墓奇兵：重裝上陣
《古墓奇兵：重裝上陣》是一款在iOS和Android設備上運行的动作游戏，由加拿大Emerald City Games工作室開發，並由CDE娛樂發行。該遊戲以《古墓丽影》系列為基礎，採用主角劳拉的經典角色刻畫，與2013年的“倖存者”重啟三部曲的“堅韌”呈現方式不同。該遊戲於2020年至2022年間在一些特定國家作為免费發布，可選擇应用内购买， 2023年2月14日正式發布，有一般版和Netflix遊戲版兩種。

## 開發
2020 年 11 月該遊戲宣布將由 Emerald City Games 工作室開發，由Square Enix London Mobile發行，訂於 2021 年在iOS和Android平台上發布。 古墓奇兵的特許經營開發商晶体动力並未直接參與開發，但提供協助以確保“古墓奇兵的出色體驗”。 該遊戲於2021年5月在东南亚、泰国和菲律宾的Google Play 商店試發行。
2021年7月21日發布了更新，包括繪圖改進、更多關卡、新音樂、錯誤修復等。還添加了一個新的開場過場動畫，由曾經為蘿拉和奧西里斯神廟配音的Keeley Hawes為蘿拉配音。 
2021年10月15日，Square Enix London Mobile總監Ed Perkins表示遊戲推出將被推遲到2022年，並且澄清該遊戲並不直接參與史克威尔艾尼克斯在 2021 年舉行的古墓奇兵系列 25 週年慶祝活動。
2021年10月28日在歐洲世嘉土星週年活動時，官方透露 Shelley Blond、Judith Gibbins 和 Jonell Elliott 也將為蘿拉配音供玩家選擇。 
2022年11月1日，再次宣布將推遲到2023年2月14日發布。此時史克威尔艾尼克斯已經將古墓奇兵系列著作權出售給擁抱者集團，並改由旗下新成立的CDE娛樂負責發行。